# نوارآبیان
نوارآبیان (نام علمی: Lestoideidae) نام یک خانواده از زیرراسته سنجاقک است.